# Vladimir de Pachmann
Vladimir Pachmann (Odesa, Ucrania, 27 de julio de 1848-Roma, 6 de enero de 1933), también conocido como Vladimir de Pachmann o Vladimir von Pachmann, fue un conocido pianista de música clásica ucraniano.
Estudió piano y composición con Anton Bruckner, en la Universidad de Música y Arte Dramático de Viena y ganó la medalla de oro de la institución.

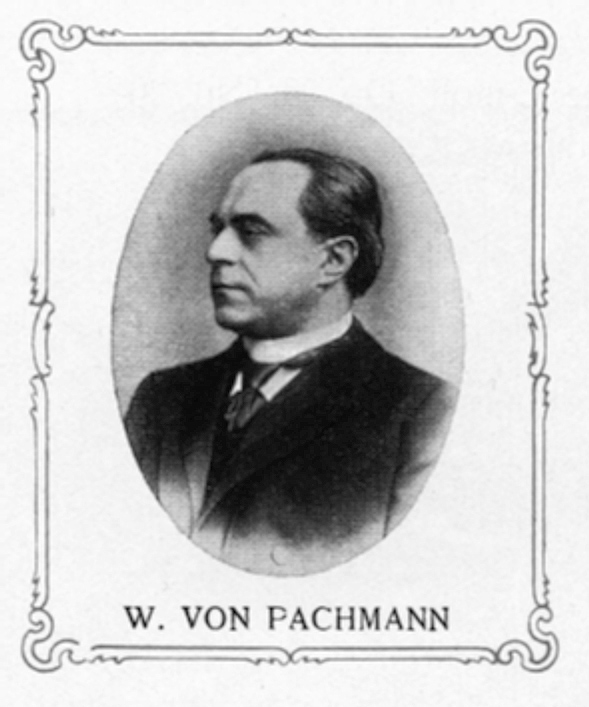
Pachmann en 1906.

Entre los reconocimientos que recibió, fue nombrado Caballero de la Orden de Dannebrog de Dinamarca, y en 1916 recibió la Medalla de Oro de la Royal Philharmonic Society.